# Karl-Heinz Renner
Karl-Heinz Renner (* 1965) ist ein deutscher Psychologe.

## Leben
Das Studium der Psychologie, Soziologie und Philosophie an der Otto-Friedrich-Universität Bamberg (1987–1994) schloss er mit der Promotion (2000) und Habilitation (2006) ab. Von 1990 bis 1993 war er Stipendiat der Studienstiftung des Deutschen Volkes. Von 1994 bis 2007 war er wissenschaftlicher Mitarbeiter, Assistent und Akademischer Oberrat am Lehrstuhl für Persönlichkeitspsychologie und Psychologische Diagnostik in Bamberg. Von 1997 bis 2002 war er Mitglied im DFG-Schwerpunktprogramm „Theatralität“. Von 2003 bis 2005 war er Gastwissenschaftler in der DFG-Forschergruppe „Neue Medien im Alltag“ an der TU Chemnitz. Von 2007 bis 2013 lehrte er als Universitätsprofessor für Psychologie, Leiter des Lehrgebiets Psychologische Methodenlehre, Diagnostik und Evaluation an der FernUniversität in Hagen. Seit 2013 ist er Universitätsprofessor für Differentielle und Diagnostische Psychologie an der Universität der Bundeswehr München. Seit 2016 wurde die Denomination Universitätsprofessor für Persönlichkeitspsychologie und Psychologische Diagnostik geändert. Seit 2018 ist er Studiendekan der Fakultät für Humanwissenschaften an der Universität der Bundeswehr München.
Seine Forschungsschwerpunkte sind Stress und Bewältigung, (soziale) Angst, Selbstdarstellung und Persönlichkeit, differentiell-psychologische und diagnostische Aspekte der Internetnutzung, theoretische und interdisziplinäre Perspektiven: Kritischer Personalismus (William Stern), Konstruktivismus, Performanz und Theatralität.

## Schriften (Auswahl)
- Selbstinterpretation und Self-Modeling bei Redeängstlichkeit. Göttingen 2002, ISBN 3-8017-1636-8.
- als Herausgeber mit Franz Machilek und Astrid Schütz: Internet und Persönlichkeit. Differentiell-psychologische und diagnostische Aspekte der Internetnutzung. Göttingen 2005, ISBN 3-8017-1852-2.
- mit Timo Heydasch und Gerhard Ströhlein: Forschungsmethoden der Psychologie. Von der Fragestellung zur Präsentation. Wiesbaden 2012, ISBN 978-3-531-16729-9.
- mit Annika Krick und Jörg Felfe: Stärken- und Ressourcentraining. Ein Gruppentraining zur Gesundheitsprävention am Arbeitsplatz. Göttingen 2018, ISBN 3-8017-2920-6.